# Jánisz Fundúlisz
Jánisz Fundúlisz (görögül: Γιάννης Φουντούλης) (Híosz, 1988. május 25. –) olimpiai (2020) és világbajnoki (2023) ezüstérmes valamint világbajnoki bronzérmes (2015)  görög válogatott vízilabdázó, az Olimbiakósz játékosa.
2021-ig a Ferencváros játékosa volt.

## Eredményei
- Magyar bajnokság
  - bronzérmes: 2021
- LEN-szuperkupa-győztes: 2019[2]

## Díjai, elismerései
- Az év európai vízilabdázója választás: második helyezett (LEN) (2015)[3]